# FDGB-Pokal der Jugend 1968
Der FDGB-Pokal der Jugend 1968 war die 17. Auflage des höchsten Fußball-Pokalwettbewerbs der Altersklasse 14–16 auf dem Gebiet der DDR, der vom FDGB in Verbindung mit dem Jugendausschuss der Sektion Fußball der DDR veranstaltet und durchgeführt wurde. Er begann am 7. April 1968 mit der Vorrunde (Achtelfinale) und endete am 9. Juni 1968 mit dem zweiten Pokalsieg nach 1965 vom BFC Dynamo, die im Finale mit 3:2 gegen den 1. FC Magdeburg gewannen.

## Teilnehmende Mannschaften
Am FDGB-Pokal der Jugend (B-Jugend) für die Altersklasse (AK) 14–16 nahmen neben dem Pokalverteidiger, die Pokalsieger aus Ost-Berlin und den 14 Bezirken auf dem Gebiet der DDR teil. Spielberechtigt waren Spieler bis zum 16. Lebensjahr (Stichtag: 1. September 1951).
Folgende Mannschaften qualifizierten sich für den FDGB-Pokal der Jugend:
| - Bezirk Rostock F.C. Hansa Rostock - Bezirk Schwerin SG Dynamo Schwerin - Bezirk Neubrandenburg BSG Verkehrsbetriebe Waren - Bezirk Potsdam BSG Motor Babelsberg - Ost-Berlin BFC Dynamo | - Bezirk Frankfurt (Oder) BSG Stahl Eisenhüttenstadt - Bezirk Magdeburg 1. FC Magdeburg - Bezirk Halle HFC Chemie - Bezirk Leipzig BSG Chemie Leipzig - Bezirk Cottbus BSG Energie Cottbus | - Bezirk Dresden SG Dynamo Dresden - Bezirk Karl-Marx-Stadt FC Karl-Marx-Stadt - Bezirk Erfurt BSG Empor Greußen - Bezirk Gera FC Carl Zeiss Jena - Bezirk Suhl BSG Motor Fambach |
| 1. FC Lokomotive Leipzig (Pokalverteidiger) | | |

## Modus
Der Wettbewerb wurde im K.-o.-System ausgetragen und es wurde versucht, in 70 Minuten (mit möglicher Verlängerung von 2 × 10 Minuten) auf neutralen Plätzen als Vorspiele bei DDR-Ligabegegnungen bzw. FDGB-Pokalspielen einen Gewinner auszuspielen. War danach kein Sieger gefunden, wurde ein Wiederholungsspiel mit gelostem Heimrecht angesetzt. Wurde auch hier kein Sieger ermittelt, ging es mit fünf Spielern in ein Elfmeterschießen.

## Vorrunde (Achtelfinale)
| Datum                   |                          | Ergebnis |                            | Spielort       |
| ----------------------- | ------------------------ | -------- | -------------------------- | -------------- |
| So 07. April, 14:15 Uhr | 1. FC Magdeburg          | 2:0      | BSG Stahl Eisenhüttenstadt | Ost-Berlin     |
| So 07. April, 14:15 Uhr | F.C. Hansa Rostock       | 1:0      | BSG Motor Babelsberg       | Schwerin       |
| So 07. April, 14:15 Uhr | BFC Dynamo               | 3:0      | BSG Energie Cottbus        | Neubrandenburg |
| So 07. April, 14:15 Uhr | SG Dynamo Schwerin       | 7:2      | BSG Verkehrsbetriebe Waren | Rostock        |
| So 07. April, 14:15 Uhr | HFC Chemie               | 11:00    | BSG Motor Fambach          | Erfurt         |
| So 07. April, 14:15 Uhr | 1. FC Lokomotive Leipzig | 6:1      | BSG Empor Greußen          | Plauen         |
| So 07. April, 14:15 Uhr | FC Carl Zeiss Jena       | 3:2      | FC Karl-Marx-Stadt         | Leipzig        |
| So 07. April, 14:15 Uhr | BSG Chemie Leipzig       | 3:1      | SG Dynamo Dresden          | Zwickau        |

## Zwischenrunde (Viertelfinale)
| Datum                   |                          | Ergebnis  |                    | Spielort   |
| ----------------------- | ------------------------ | --------- | ------------------ | ---------- |
| So 28. April, 14:15 Uhr | 1. FC Magdeburg          | 1:0       | F.C. Hansa Rostock | Babelsberg |
| So 28. April, 14:15 Uhr | BFC Dynamo               | 1:0       | SG Dynamo Schwerin | Premnitz   |
| So 28. April, 14:15 Uhr | HFC Chemie               | 6:0       | BSG Chemie Leipzig | Gera       |
| So 28. April, 14:15 Uhr | 1. FC Lokomotive Leipzig | 1:0 n. V. | FC Carl Zeiss Jena | Weißenfels |

## Halbfinale
| Datum                  |                 | Ergebnis |                          | Spielort   |
| ---------------------- | --------------- | -------- | ------------------------ | ---------- |
| Mi .22. Mai, 15:00 Uhr | HFC Chemie      | 2:4      | BFC Dynamo               | Jena       |
| Mi .22. Mai, 15:00 Uhr | 1. FC Magdeburg | 3:2      | 1. FC Lokomotive Leipzig | Ost-Berlin |

## Finale
Das Finale fand als Vorspiel des FDGB-Pokalendspiels FC Carl Zeiss Jena – 1. FC Union Berlin im Kurt-Wabbel-Stadion von Halle (Saale) statt.
| Paarung         | 1. FC Magdeburg – BFC Dynamo |
| Ergebnis        | 2:3 (0:2) |
| Datum           | Sonntag, 9. Juni 1968 um 13:30 Uhr |
| Stadion         | Kurt-Wabbel-Stadion, Halle (Saale) |
| Zuschauer       | 10.000 |
| Schiedsrichter  | Widukind Herrmann (Leipzig) |
| Tore            | 0:1 Zöller (3.) 0:2 Rohde (29.) 0:3 Rohde (51.) 1:3 Pommerenke (59.) 2:3 Pommerenke (68.) |
| 1. FC Magdeburg | Gerhard Brick – Hans-Joachim Knopp, Detlef Enge, Klaus Bergholtz, Bodo Sommer – Klaus Decker, Roland Matthes – Hartmut Eichel, Detlef Kranz, Jürgen Pommerenke, Axel Tyll (41. Norbert Voigt) Cheftrainer: Ernst Kümmel |
| BFC Dynamo      | Bernd Wargos – Jürgen Bernhardt, Faforke, Schowald, Materna – Albert Ullrich, Rainer Rohde – Frank Terletzki, Friedemann Zöller, Frank Pohl, Stender Cheftrainer: Herbert Schoen                                        |